# Wideoteka (album)
Wideoteka – debiutancki album studyjny polskiego zespołu pop-rapowego Jeden Osiem L. Wydawnictwo ukazało się 26 listopada 2003 roku nakładem wytwórni muzycznej UMC Records w dystrybucji Universal Music Polska. 
Album dotarł do 1. miejsca polskiej listy przebojów - OLiS. 15 września 2004 roku płyta uzyskała status złotej.

## Lista utworów
Opracowano na podstawie materiału źródłowego.
1. "Intro"
2. "Powodzenia", (Gramofony: DJ Hen)
3. "Kiedyś było inaczej" (gościnnie: Sandra Skowrońska)
4. "Czasem tak bywa" (gościnnie: Sandra Skowrońska)[A]
5. "Pozapominali"
6. "Miasto bez snu"
7. "A tak się starał"
8. "Jak zapomnieć"[B]
9. "Przyjaźń"
10. "Jedno jest życie", Gramofony: DJ Hen)
11. "51 Stan", (Gramofony: DJ Hen)
12. "Twoje miejsce"
13. "Teraz znikasz"
14. "Wideoteka", (Gramofony: DJ Hen)
15. "Instrumental"
16. "Outro"

Notatki
- A^ W utworze wykorzystano sample z piosenki "La Serenissima" w wykonaniu Loreeny McKennitt[5].
- B^ W utworze wykorzystano sample z piosenki "Overcome" w wykonaniu Live[5].